# Issen (insjö)
Issen är en sjö i Smedjebackens kommun i Dalarna och ingår i Norrströms huvudavrinningsområde. Sjön har en area på 1,49 kvadratkilometer och ligger 108,1 meter över havet. Sjön avvattnas av vattendraget Stimmerboån.

## Delavrinningsområde
Issen ingår i det delavrinningsområde (667041-148507) som SMHI kallar för Utloppet av Issen. Medelhöjden är 137 meter över havet och ytan är 6,64 kvadratkilometer. Räknas de 7 avrinningsområdena uppströms in blir den ackumulerade arean 116,58 kvadratkilometer. Stimmerboån som avvattnar avrinningsområdet har biflödesordning 4, vilket innebär att vattnet flödar genom totalt 4 vattendrag innan det når havet efter 237 kilometer. Avrinningsområdet består mestadels av skog (54 procent), öppen mark (10 procent) och jordbruk (10 procent). Avrinningsområdet har 1,46 kvadratkilometer vattenytor vilket ger det en sjöprocent på 22 procent.